# Footloose (pel·lícula de 1984)
Footloose és una pel·lícula de drama musical estatunidenca de 1984 dirigida per Herbert Ross. Explica la història de Ren McCormack (Kevin Bacon), un adolescent de Chicago que es trasllada a un poble petit, on intenta anul·lar la prohibició de ballar instituïda pels esforços d'un pastor local (John Lithgow).
La pel·lícula va rebre crítiques diverses de la crítica, però es va convertir en un èxit de taquilla, amb una recaptació de 80 milions de dòlars a Amèrica del Nord, convertint-se en la setena pel·lícula més taquillera de 1984. La pel·lícula és coneguda per la seva música, amb les cançons "Footloose" de Kenny Loggins i "Let's Hear It for the Boy" de Deniece Williams nominades per a l'Oscar a la millor cançó original.

## Argument
Ren McCormack, natiu de Chicago, i la seva mare Ethel es traslladen a la petita ciutat de Bomont per viure amb la tieta i l'oncle de Ren. Mentre assisteix a l'església, Ren coneix el reverend Shaw Moore, la seva dona Vi i la filla Ariel. L'Ariel posa en perill imprudentment la seva vida en rebel·lar-se contra l'estricta naturalesa religiosa de Shaw, molestant molt els seus amics i el seu nuvi Chuck Cranston.
A l'escola, Ren es fa amic de Willard Hewitt i s'assabenta que l'ajuntament ha prohibit el ball i la música rock als límits de la ciutat. Aviat comença a enamorar-se de l'Ariel. Després que ella i en Chuck s'insultin, Ren és desafiat a un joc del gallina amb tractors, que guanya quan el cordó de les sabates se li enganxa, evitant-li saltar. Desconfiat de Ren, Shaw prohibeix a l'Ariel que el vegi després que ella mostri interès per ell.
Volent mostrar als seus amics l'alegria i la llibertat de la dansa, Ren condueix l'Ariel, Willard i la seva millor amiga Rusty a un bar rural a 100 milles de Bomont. Un cop allà, en Willard no pot ballar i es baralla gelós amb un home que balla amb la Rusty. En el camí cap a casa, creuen un pont on l'Ariel descriu com el seu germà gran va morir en un accident de cotxe mentre conduïa sota els efectes de l'alcohol després d'una nit de ball. L'accident devastador va impulsar Shaw a persuadir l'ajuntament perquè promulgués lleis estrictes contra el licor, les drogues i el ball. L'Ariel comença a desafiar l'autoritat de Shaw a casa seva. Ren decideix desafiar l'ordenança contra el ball perquè l'institut pugui celebrar un ball de graduació.

## Repartiment
- Kevin Bacon com a Ren McCormack
- Lori Singer com a Ariel Moore
- Dianne Wiest com a Vi Moore
- John Lithgow com a Rev. Shaw Moore
- Chris Penn com a Willard Hewitt
- Sarah Jessica Parker com Rusty
- John Laughlin com a Woody
- Elizabeth Gorcey com a Wendy Jo
- Frances Lee McCain com a Ethel McCormack
- Jim Youngs com a Chuck Cranston
- Timothy Scott com a Andy Beamis
- Andrea Hays com a propietari del bar
- Arthur Rosenberg com a Wes Warnicker
- Alan Haufrect com a Roger Dunbar[2]

## Producció
Dean Pitchford, un lletrista guanyador de l'Oscar per a la cançó del títol de la pel·lícula Fame de 1980, va tenir la idea de Footloose el 1979 i es va unir amb Melnick's IndieProd, que va muntar la producció a 20th Century Fox el 1981. Pitchford va escriure el guió (el seu primer) i la majoria de les lletres de les cançons, però, Fox el va modificar. El 1982, Paramount Pictures va arribar a un acord de pagament per a la pel·lícula. Quan les negociacions amb Herbert Ross es van estancar inicialment, es va acostar a Ron Howard per dirigir la pel·lícula, però la va rebutjar per dirigir Splash. Michael Cimino va ser contractat per Paramount per dirigir la pel·lícula, la seva primera pel·lícula des de La porta del cel.
Després d'un mes treballant en la pel·lícula, l'estudi va acomiadar a Cimino, que estava fent demandes extravagants per a la producció, incloent-hi exigint 250.000 dòlars addicionals per al seu treball, i va acabar contractant Ross.

### Càsting
Tom Cruise i Rob Lowe estaven tots dos programats per fer el paper principal. Els directors de càsting van quedar impressionats amb Cruise a causa de la famosa seqüència de ball en roba interior a Risky Business, però no estava disponible per al paper perquè estava filmant All the Right Moves. Lowe va fer tres audicions i tenia habilitat per ballar i l'aspecte d'"adolescent neutre" que volia el director, però una lesió li va impedir prendre el paper. Christopher Atkins afirma que va ser elegit com a Ren, però va perdre el paper. A Bacon se li havia ofert el paper principal per a la pel·lícula de Stephen King Christine al mateix temps que se li va demanar que fes la prova de pantalla per a Footloose. Va optar per fer la prova de pantalla. Després de veure la seva pel·lícula anterior Diner, el director va convèncer els productors perquè escollissin a Bacon.
La pel·lícula també és protagonitzada per Lori Singer com la filla independent del reverend Moore, Ariel, un paper per al qual Madonna i Haviland Morris també van audicionar. Valerie Bertinelli i Jennifer Jason Leigh també van ser considerades. Dianne Wiest apareix com a Vi, l'esposa devota però conflictiva del reverend.
Tracy Nelson va ser considerada pel paper de Rusty.
La pel·lícula compta amb una primera aparició al cinema de Sarah Jessica Parker com a amiga d'Ariel, Rusty, per la qual va rebre una nominació a la millor actriu secundària jove en una pel·lícula musical, comèdia, aventura o drama a la sisena edició dels Premis anuals Youth in Film. També va ser un paper primerenc per a Chris Penn com a Willard Hewitt, a qui el seu amic Ren ensenya a ballar.

### Rodatge
La pel·lícula es va rodar a diversos llocs del comtat d'Utah. Les escenes de l'escola secundària i dels tractors es van filmar a Payson i als voltants de l'Institut Payson. Les escenes de l'església van ser filmades a American Fork i la fàbrica d'acer era la fàbrica d'acer de Ginebra a Vineyard. Les escenes de l'interioir del cotxe es van filmar a Provo al que llavors era el restaurant "High Spot". El restaurant va tancar a finals de la dècada de 1980 i ara hi ha una botiga de peces d'automòbil situada a 200 N 500 W. La seqüència final es va filmar a Lehi amb els Lehi Roller Mills a la seqüència final.
Per a la seva escena de ball al magatzem, Bacon va dir que tenia quatre dobles especialistes: "Vaig tenir un doble d'acrobàcia, un doble de ball [Peter Tramm] i dos dobles de gimnàstica". La fotografia principal va tenir lloc del 9 de maig de 1983 al gener de 1984.

### Inspiració cinematogràfica
Footloose es basa en la ciutat d'Elmore City, Oklahoma. La ciutat havia prohibit el ball des de la seva fundació el 1898 en un intent de disminuir la quantitat de consum d'alcohol. Un defensor de la prohibició de ballar va ser el reverend de la propera ciutat de Hennepin, F. R. Johnson. Va dir: "Mai no ha sortit res de bo d'un ball. Si tens un ball, algú hi xocarà i només buscarà dues coses: dones i begudes alcohòliques. Quan els nens i les nenes s'abracen, s'exciten sexualment. Pots creure el que vulguis, però una cosa porta a l'altra". A causa de la prohibició de ballar, la ciutat mai va fer un ball de festa. El febrer de 1980, la classe de secundària de l'institut d'Elmore City va aparèixer a les notícies nacionals quan van demanar permís per celebrar un baile de graduació i se'ls va concedir. La sol·licitud per anul·lar la prohibició per celebrar el ball de graduació va rebre una decisió de 2-2 del consell escolar quan el president del consell escolar, Raymond Lee, va trencar l'empat amb les paraules: "Deixem-los ballar".
El 1981, Lynden, una petita ciutat de l'estat de Washington, va aprovar una ordenança que prohibia la pràctica de ballar en esdeveniments i llocs on es serviria alcohol. Aquest incident va rebre l'atenció nacional. I com que aquest esdeveniment va passar només anys abans que Footloose s'alliberés, els veïns creuen que no és una casualitat.

## Banda sonora
La banda sonora es va publicar en format casset, cinta de 8 pistes, vinil, bobina oberta i CD. El llançament de bobina oberta de 1984 va ser un dels últims llançaments comercials del format. La banda sonora també es va reeditar en CD amb motiu del 15è aniversari de la pel·lícula el 1999. La reedició va incloure quatre cançons noves: "Bang Your Head (Metal Health)" de Quiet Riot, "Hurts So Good" de John Mellencamp, "Waiting for a Girl Like You" de Foreigner i el remix estès de 12" de "Dancing in the Sheets".
L'àlbum inclou "Footloose" i "I'm Free (Heaven Helps the Man)", ambdues de Kenny Loggins, "Holding Out for a Hero" de Bonnie Tyler (coescrita i produïda per Jim Steinman), "Girl Gets Around" de Sammy Hagar, "Never" de la banda de rock australiana Moving Pictures, "Let's Hear It for the Boy" de Deniece Williams, "Somebody's Eyes" de Karla Bonoff, " Dancing In The Sheets " de Shalamar i el tema romàntic "Almost Paradise" de Mike Reno de Loverboy i Ann Wilson de Heart (coescrit per Eric Carmen). La banda sonora va arribar a vendre més de 9 milions de còpies als EUA. Totes les cançons del llançament inicial van ser coescrites per Pitchford basant-se en diversos estils d'escriptura: per "Holding Out for a Hero", va escoltar diverses cançons escrites per Steinman com el seu treball amb Meat Loaf i després va escriure les dues primeres línies ("Where have all the good men gone (On han anat tots els bons homes) /And where are all the gods (I on són tots els déus?) /Where's the streetwise Hercules (On és l'Hèrcules del carrer)/To fight the rising odds?" (Per lluitar contra les probabilitats creixents?)) d'aquesta manera per despertar la creativitat de Steinman.
"Footloose" i "Let's Hear It for the Boy" van encapçalar el Billboard Hot 100 i van rebre nominacions a l'Oscar a la millor música (cançó original) el 1985. "Footloose" també va rebre una nominació al Globus d'Or de 1985 a la millor cançó original en la categoria de pel·lícula.
El compositor Miles Goodman va adaptar i orquestrar la partitura de la pel·lícula.
L'alliberament de la música de la banda sonora va anunciar la pel·lícula abans de la seva estrena. Els cineastes també van considerar que les cançons produïen una resposta emocional més forta per part de persones que ja les coneixien, cosa que augmentava l'experiència de veure la pel·lícula. El vídeo musical de "Footloose" tenia escenes de la pel·lícula, més que imatges de Loggins.

## Recepció

### Resposta crítica
La pel·lícula va rebre crítiques diverses de la crítica especialitzada. El crític del Chicago Sun-Times, Roger Ebert, la va anomenar "una pel·lícula seriosament confusa que intenta fer tres coses i totes les fa malament. Vol explicar la història d'un conflicte en un poble, vol presentar alguns personatges adolescents cridaners, i una part del temps vol ser un vídeo musical." Dave Denby a New York va rebatejar la pel·lícula "Schlockdance", escrivint: " Footloose pot ser un èxit, però és brossa: farratge de gran potència per al mercat adolescent... L'única persona que surt millor de la pel·lícula és el Bacon, de galtes suaus i nas xat, que fa una interpretació arrogant però simpàtica de Mr. Cool."
Jane Lamacraft va tornar a avaluar la pel·lícula per a "Forgotten pleasures of the multiplex" de Sight and Sound el 2010, escrivint "Gairebé tres dècades després, el ball d'armilles de Bacon en un molí fariner sembla cursi dels anys vuitanta, però la resta del drama de Ross porta bé la seva edat, una autèntica alegria de cançons i balls per a la generació pre-Glee".
Al lloc web de l'agregador de ressenyes Rotten Tomatoes, el 52% de les crítiques de 44 crítiques són positives, amb una valoració mitjana de 5,8/10. El consens del lloc web diu: "No hi ha gaire ball, però el que hi ha és genial. La resta del temps, Footloose és un bon tros d'escombraries de formatge adolescent". A Metacritic, la pel·lícula té una puntuació mitjana ponderada de 42 sobre 100 basada en 12 crítiques, la qual cosa indica "crítiques mixtes o mitjanes".

### Taquilla
La pel·lícula va recaptar 80.035.403 dòlars nacionals. Es va convertir en la setena pel·lícula més taquillera del 1984.

### Reconeixements
| Premi                          | Categoria                                                                                     | Nominat(s) | Resultat  |
| ------------------------------ | --------------------------------------------------------------------------------------------- | --- | --------- |
| Premis Oscar                   | Millor Cançó Original                                                                         | "Footloose" Música i lletres de Kenny Loggins i Dean Pitchford                                                          | Nominat   |
| Premis Oscar                   | Millor Cançó Original                                                                         | "Let's Hear It for the Boy" Música i lletres de Dean Pitchford i Tom Snow                                               | Nominat   |
| Premis Globus d'Or             | Millor cançó original: pel·lícula                                                             | "Footloose" Música i lletres de Kenny Loggins i Dean Pitchford                                                          | Nominat   |
| Premis Grammy                  | Millor àlbum de banda sonora original escrita per a una pel·lícula o un especial de televisió | Footloose - Bill Wolfer, Dean Pitchford, Kenny Loggins, Tom Snow, Sammy Hagar, Michael Gore, Eric Carmen i Jim Steinman | Nominat   |
| Premis de la Convenció ShoWest | Intèrpret revelació de l'any                                                                  | Lori Singer | Guanyador |
| Premis Joves Artistes          | Millor pel·lícula familiar: musical o comèdia                                                 | Millor pel·lícula familiar: musical o comèdia                                                                           | Nominat   |
| Premis Joves Artistes          | Millor actriu secundària jove en una pel·lícula: musical, comèdia, aventura o drama           | Sarah Jessica Parker | Nominat   |

100 anys d'AFI... 100 cançons

- " Footloose " - nº 96[34]

## Adaptació musical
El 1998 es va estrenar una versió musical de Footloose. Amb moltes de les cançons de la pel·lícula, l'espectacle s'ha presentat al West End de Londres, a Broadway i en altres llocs. El musical és generalment fidel a la versió cinematogràfica, amb algunes petites diferències en la història i els personatges.

## Remake
Paramount va anunciar plans per accelerar una nova versió de Footloose. El remake va ser escrit i dirigit per Craig Brewer. El rodatge va començar el setembre de 2010. Es va pressupostar en 25 milions de dòlars. Es va estrenar el 14 d'octubre de 2011.